# Sejm piotrkowski
Sejmy Korony Królestwa Polskiego i I Rzeczypospolitej odbywające się w Piotrkowie
- 1444 r. – sejm (zjazd walny) poświęcony zaangażowaniu Władysława III Warneńczyka w wojnę z Turcją
- 1458 r. – uchwała poborowa przyjęta przez posłów wielkopolskich, odrzucona przez małopolskich
- 1468 r. – sejm zwołany przez Kazimierza IV Jagiellończyka na 9 października, poprzedzony spotkaniami króla z dygnitarzami i szlachtą na sejmikach prowincjonalnych, małopolskim w Wiślicy 25–30 czerwca 1468 r., i wielkopolskim, w Kole 13 lipca. Władca polecił wybrać po dwóch posłów szlacheckich na sejmikach ziemskich w całym Królestwie. Podczas obrad sejmu posłowie oświadczyli jednak, że nie posiadają uprawnień do podjęcia decyzji w sprawie uregulowania zaległego żołdu dla żołnierzy biorących udział w wojnie z zakonem krzyżackim. W związku z tym faktem decyzję w tej sprawie – stanowiącej główny powód zwołania sejmu – przekazano do sejmików prowincjonalnych[1]. Mimo rozjechania się posłów bez podjęcia decyzji sejm piotrkowski z 1468 uważany jest za pierwszy sejm walny[2];
- 1469 r. – sejm, na którym Henryk VI Reuss von Plauen, nowo obrany wielki mistrz zakonu krzyżackiego, złożył hołd Kazimierzowi IV Jagiellończykowi;
- 1490 r. –
- 1493 r. – pierwszy sejm walny[3]. Sejm zwołany w październiku lub listopadzie 1492. Sejmiki przedsejmowe odbyły się w grudniu 1492 r.[4], a 15 stycznia 1493 r. odbył się sejmik generalny korczyński, na którym wręczono przybyłemu na sejmik królowi Janowi Olbrachtowi tzw. petita korczyńskie. Sejm zwołano na 18 stycznia 1493 r., jednak z powodu opóźnionego przybycia króla (a i zapewne posłów małopolskich) rozpoczął się najwcześniej 28 stycznia[5][6]. Przywileje zatwierdzono 14 lutego 1493 r. 27 lutego uchwalono konstytucje, zaś 2 marca 1493 r. uchwalono uniwersał o poborze[7]. Sejm zakończył obrady prawdopodobnie 3 marca, albowiem król opuścił Piotrków 4 marca 1493 r. udając się do Wielkopolski[8].
- 1496 r. – uchwalono przywilej piotrkowski drastycznie ograniczający wychodźstwo chłopów ze wsi
- 1498 r. – Sejm zwołany został przez króla Jana Olbrachta w listopadzie 1497 r. Sejmiki przedsejmowe odbyły się ok. 15 grudnia 1497 r. Sejm obradował od 12 stycznia do 17 lutego 1498 r. Zachowały się jedynie dwa akty, uchwalone na sejmie, nie mające jednak charakteru konstytucji. Były to uniwersały o pogłównym oraz o czopowym[9][10].
- 1503/1504 r. – zdecydował, iż król nie może dysponować dobrami koronnymi bez zgody sejmu, zakazał możnowładcom łączenia w jednym ręku dwóch dygnitarstw (incompatibilitas), zniesiono także przywilej mielnicki z 1501 r., oddający pełnię władzy nad państwem w ręce króla i senatu, oraz zobowiązano króla do odzyskania królewszczyzn, które nieprawnie znalazły się w rękach magnatów (por. ruch egzekucyjny). Sejm został zwołany w listopadzie 1503 r. Sejmiki przedsejmowe odbyły się w połowie grudnia 1503 r. Sejm obradował od 21 stycznia do 13 marca 1504 r. Na sejmie uchwalono konstytucje, wprowadzone w skład Statutu kanclerza Jana Łaskiego, który ukazał się w druku w 1506 r.[11], zawierającego zbiór praw królestwa[12].
- 1509 r. –
- 1511 r. – Sejm zwołany został przez króla Zygmunta I 8 sierpnia 1510 r. do Piotrkowa. Sejmiki przedsejmowe odbyły się jesienią. Podczas obrad sejmowych uchwalono liczne konstytucje[13][14][15], m.in. powierzono wojewodom i kasztelanom funkcje sprawcze podczas organizacji pospolitego ruszenia w swych ziemiach[16].
- 1519 r. –
- 1524 r. – obniżenie cen przypraw i trunków[17]
- 1525/1526 – reforma monetarna
- 1527/1528 – reforma monetarna[18]
- 1533 r. – Sejm został zwołany przez króla Zygmunta I[15] do Piotrkowa 23 października 1532 r. na 6 stycznia 1533 r. Sejmiki przedsejmowe odbyły się od 22 listopada do 13 grudnia 1532 r. Sejm obradował w dniach 20 stycznia do 14 lutego 1533 r. Przedmiotem obrad, poza sprawami podatkowymi, miało być zatwierdzenie korektury praw, czyli przeprowadzenia kodyfikacji prawa polskiego, przygotowanej przez komisję korektorów prawa[19]. W związku z niezakończeniem przez sejmiki ziemskie rewizji planowanej kodyfikacji prawa, nakazanej przez konstytucję sejmu z 1532 r., sprawy korektury praw nie podjęto na sejmie[20]. Zajmowano się w czasie obrad przede wszystkimi sprawami obrony i powiązanymi z nią podatkami[21].
- 1534 r. – Sejm zwołany został uniwersałem królewskim wydanym w Wilnie 10 października 1533 r. Sejmiki przedsejmowe odbyły się w grudniu 1533 r. W legacjach pochodzących z 14 października 1533 r. król Zygmunt I wskazał na dwie zasadnicze kwestie, które winny stać się przedmiotem obrad: sprawy obrony i „Korektura praw”, będąca projektem kodyfikacji praw, który po ewentualnych poprawkach miał być przyjęty na sejmie walnym[22]. Sejm obradował od 6 stycznia 1534 r. pod nieobecność króla, przebywającego ze względu na niebezpieczeństwo wojny z Moskwą w Wilnie[15], legację królewską na sejmie przedstawili kanonik krakowski Sebastian Opaliński i kasztelan lubelski Jan Tęczyński[19]. W czasie obrad skupiono się jednak przede wszystkim na sprawach podatkowych, natomiast dyskusję nad „Korekturą praw” odroczono do następnego sejmu[23]. Uchwały podjęte w czasie sejmu przedstawiono królowi w specjalnej legacji, do której dołączono osobne artykuły izby poselskiej wraz z odpowiedzią senatu. Legatów wybrał sejm. Królewską aprobatę uzyskały jedynie dwie z uchwał, które stały się konstytucjami ogłoszonymi w imieniu króla[24].
- 1538 r. – zakaz nabywania dóbr ziemskich przez mieszczan Historia ustroju i prawa w Polsce do 1772/1795
- 1540 r. – Sejm został zwołany przez króla Zygmunta I 11 września 1539 r. na 6 stycznia 1540 r. do Piotrkowa. Sejmiki przedsejmowe odbyły się w październiku 1539 r. Sejm zwołany na Święto Trzech Króli (6 stycznia 1540 r.), rozpoczął swe obrady z opóźnieniem 19 stycznia 1540 r.[19], główną rolę podczas obrad sejmowych odgrywali król Zygmunt August i królowa Bona[25]. Posłowie przedłożyli królowi listę postulatów obejmujących żądanie obsadzenia wakującego urzędu hetmana, zamknięcia mennic pruskich, zmiany zasad skazywania za zbrodnie obrazy majestatu. Przypominano królowi o nienaruszaniu konstytucji Nihil novi oraz domagano się ponoszenia przez duchowieństwo części ciężarów obrony państwa. Sejm zakończył obrady 19 marca 1540 r.[26]
- 1544 r. – nadanie praw miejskich Pławnie. Sejm zwołany był pierwotnie przez króla Zygmunta I 6 października 1543 r. na 30 listopada 1543 r. do Piotrkowa. Odroczono go jednak z powodu zarazy oraz słabego zdrowia króla na 6 stycznia 1544 r. Sejmiki przedsejmowe odbyły się w listopadzie 1543 r. W związku z tym, że król przybył do Piotrkowa 10 stycznia 1544 r. obrady sejmu rozpoczęły się też dopiero po przyjeździe królewskim[25][27]. Poświęcone zostały one zagrożeniu tureckiemu. Przyjęta jednak w tej sprawie konstytucja o wyprawie wojennej i obronie państwa miała obowiązywać tylko przez jeden rok. Jej dalsza moc prawna uzależniona została od decyzji przyszłego sejmu oraz zgody w imieniu swoich państw i ziem posłów Wielkiego Księstwa Litewskiego, Prus Królewskich, Oświęcimia i Zatora, mających przybyć na ten sejm. Warunek taki wprowadzono do wspomnianej konstytucji na żądanie posłów ziemskich koronnych domagających się zawarcia przez Koronę unii z wymienionymi państwami. Obrady sejmu zakończone zostały 7 marca 1544 r.[28]
- 1548 r. – pod laską Jana Sierakowskiego; miejsce konfliktu między szlachtą a Zygmuntem II Augustem na tle jego małżeństwa z Barbarą Radziwiłłówną[29]
- 1550 r. –
- 1552 r. – spór szlachty i duchowieństwa o egzekwowania wyroków sądów duchownych[30]
- 1555 r. – postulat szlachty protestanckiej dotyczący utworzenia polskiego kościoła narodowego i państwowego, niezależnego od papieża
- 1558/1559 –
- 1562/1563 – sejm egzekucyjny: apogeum sukcesów ruch egzekucyjnego, do którego przystąpił Zygmunt II August; uchwalono egzekucję dóbr królewskich, reformę podatkową (zwiększenie podatków płaconych przez szlachtę, zmniejszenie obciążenia chłopa, pośrednie opodatkowanie Kościoła) i zakaz egzekwowania przez starostów wyroków sądów duchownych (praktyczna gwarancja tolerancji religijnej), nakaz lustracji zeznań podatkowych, reforma podatkowo-wojskowa: kwarta → wojsko kwarciane
- 1565 r. –